# コロボーク

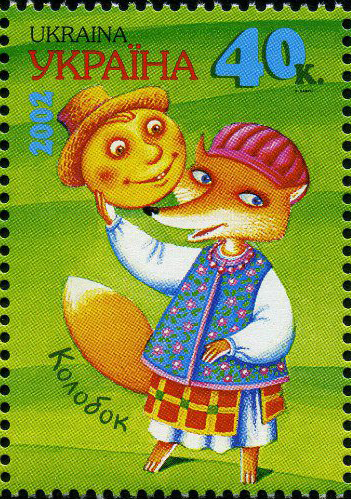
コロボークの描かれた、ウクライナの切手

コロボーク、カラボーク (ロシア語: колобо́к)は、東スラヴ人のおとぎ話、ならびにその主人公の名前である。
丸く黄色の生地ボールとして描かれ、胴体はない。
コロボークの内容は地域によって多様である。同様の民話は、ドイツや北欧でもみられるほか、英国のジンジャーブレッドマン（en:The Gingerbread Man）にも類似し、アールネ・トンプソンのタイプ・インデックスでは分類2025に分類されている。
ICQのスマイリーフェイスの絵文字には、コロボークという名称が充てられている。

## 伝説
コロブ（ジャガイモを練って茹でた団子）のコロボークがある日、生を享け、おじいさんとおばあさんの家から脱走する。コロボークは脱走の途中、兎や狼、熊など様々な動物に食べられそうになりながら、智慧を働かせ、「私はおじいさんから逃げた、おばあさんから逃げた、あなたからも逃げる」と歌いながら逃げ続ける。しかし、狐はコロボークの歌をおだてることで、油断させ、ついにコロボークを食べてしまった。 
チェコでは、「オ・コブリーズコビ」（O Koblížkovi）と呼ばれ、その主人公はコブリージェク（Koblížek）である。コブリージェクの名前は、ドーナツのような食べ物コブリハ（Kobliha）に由来する。スロバキアでは、「オ・パンプーホビ」（O Pampúchovi）または「アコ・イシエル・パンプーフ・ナ・バンドロフク」（Ako išiel Pampúch na vandrovku）と呼ばれ、その主人公は同地のドーナツと完全に同名のパンプーシクと呼ばれる。
日本でも訳出されており、特に福音館書店刊行の絵本『おだんごぱん』（瀬田貞二訳、脇田和絵）は1966年の初版から50年以上を経ても版を重ね、長く親しまれる作品となっている。